# Merope (Alfieri)
Merope è una tragedia del 1782 di Vittorio Alfieri.
Peculiarità dell'opera sono il lieto fine e la figura materna che sta per condannare a morte il proprio figlio, ignara della sua identità. La vicenda di Merope, regina messenica nella mitologia greca, era già stata ripresa da Scipione Maffei in una tragedia con lo stesso titolo, molto celebrata ai suoi tempi.

## Trama
Polifonte, tiranno di Messene, si è insediato sul trono mettendo a morte Cresfonte, discendente di Eracle, che lo occupava con diritto, e due dei suoi figli. Il terzo, anch'egli chiamato Cresfonte, sopravvive al massacro grazie a un fedele attendente, Polidoro, e viene condotto a Elide sotto il nome di Egisto, e qui rimane finché diviene adulto. Sua madre, Merope, figlia di Cipselo, re d'Arcadia, viene tenuta in onorevole prigionia nella reggia di Messene da Polifonte, che la rivendica in sposa.
Un anno prima dello svolgimento della tragedia, quando sono ormai trascorsi quindici anni dal massacro, Egisto scompare da Elide facendo perdere le sue tracce; riuscirà a rientrare in Messene e, dopo avere rischiato la vita, a riconquistare il trono che gli spetta, vendicando la propria famiglia, liberando la madre e uccidendo il tiranno Polifonte.

### Atto I
La scena iniziale mostra Merope che si lamenta del proprio triste destino. Solo l'amore del figlio l'ha mantenuta in vita, e soffre per la mancanza di ogni informazione su di lui. Polifonte, al quale ella ha assicurato che Egisto non vive più, fatto di cui egli dubita, giunge e afferma che il marito e i figli di Merope sono stati uccisi dai soldati contro il suo volere, anche se ammette che mirava al trono. Polifonte continua sostenendo di avere fatto per Merope tutto ciò che era in suo potere, poi cerca di convincerla a dimenticare il proprio dolore e a condividere il trono. Merope rifiuta sdegnata queste proposte, e il suo contegno rafforza in Polifonte il sospetto che Egisto sia vivo.

### Atto II
Di lì a poco le guardie conducono davanti al tiranno un giovane accusato di omicidio. Il giovane, che altri non è se non lo stesso Egisto, racconta di essersi solamente difeso da un'aggressione mentre si stava avvicinando a Messene nel corso di un viaggio a piedi attraverso la Grecia. Polifonte opta per decidere più tardi la sorte del giovane, dopo avere avuto più informazioni e avere saputo chi è la persona uccisa.
Giunge Merope, che sente un involontario interesse verso lo straniero, pur non sapendo che si tratta di suo figlio. In risposta alle sue domande, il giovane risponde di sospettare che la vittima provenisse da Elide, e Merope teme che l'ucciso sia proprio Egisto. Polifonte li lascia soli, permettendo a Merope di essere lei a decidere il destino di Egisto.
Egisto racconta del proprio passato, e Merope comincia a pensare che potrebbe essere il proprio figlio, ma è ancora più forte il sospetto che egli non sia Egisto ma l'uccisore di Egisto. Merope è combattuta tra questi sentimenti.

### Atto III
Polidoro compare, alla ricerca del giovane Egisto, conducendo con sé la cinta che questi era solito indossare, che ha raccolto vicino alla città. Giunge Merope, lo riconosce e ansiosamente gli chiede notizie del figlio scomparso. Polidoro non può fare altro che mostrare la cinta. Merope ora è certa che Egisto sia stato ucciso, e ne piange tristemente la morte.
I lamenti di Merope fanno accorrere Polifonte. Merope ammette che il figlio era vivo fino a poco prima e Polidoro racconta come lo ha salvato al tempo del massacro del padre e dei fratelli. Poi la cinta viene mostrata a Polifonte, come prova della supposta morte di Egisto, e Merope giura di vendicarsi contro il presunto assassino, che è felice di avere in proprio potere.

### Atto IV
Polidoro, quando vede il prigioniero, si rende conto che egli è in realtà Egisto, gli dice del pericolo in cui si trova e lo informa di essere il figlio di Merope, e non il proprio figlio come gli aveva sempre fatto credere. Entrano Polifonte e Merope, ed egli le dice che ora potrà uccidere con le proprie mani l'assassino del proprio figlio. Merope rimprovera Egisto per il presunto crimine, pur continuando a sentire per lui una forte attrazione. Ma Egisto annuncia di essere il proprietario della cinta, persa accidentalmente. Merope non gli crede, e in un momento di cieca furia si appresta ad ucciderlo, ma interviene Polidoro e conferma che il giovane è effettivamente il figlio di Merope.
Egisto dice alla popolazione che si è riunita che egli è Cresfonte e perciò il loro legittimo monarca, ma nessuno sembra voler agire per lui. Polifonte sostiene che si tratta di un impostore e dichiara che lo ucciderà egli stesso, a meno che Merope non accetti di sposare lo stesso Polifonte. Polidoro, quando il tiranno si è allontanato, consiglia a Merope di fingere di cedere alle sue richieste e avverte Egisto di fare attenzione a non irritare Polifonte: spera così di guadagnare tempo e ottenere l'aiuto dei Messeni.

### Atto V
I crescenti mormorii della popolazione preoccupano Polifonte. Egli non ama Merope e la vuole sposare solo per il suo vantaggio negli affari di stato; pensa che più avanti la saprà eliminare.
Appaiono i sacerdoti con la vittima per celebrare i riti nuziali, e tutti i personaggi si incontrano sulla scena. Polifonte si rivolge alla folla vantando la propria generosità, e dice che, se Merope lo sposerà, egli è disposto a scegliere Egisto come proprio erede. Merope esita e gli resiste, ma Polifonte ne afferra la mano come segnale per il completamento del rito. Egisto, disarmato in quanto prigioniero, afferra l'ascia sacrificale dalle mani del sacerdote e colpisce ripetutamente Polifonte. Le guardie del tiranno vengono sopraffatte dal popolo che, dopo gli appelli di Merope, Polidoro ed Egisto, riconosce quest'ultimo come legittimo re.
Egisto: D’esserlo giuro. Ma, s’io pur nol fossi,
ch’io pur svenato, come costui, cada.
Polidoro: Deh! che non muoio in questo dì! più lieto
mai non morrei.
Merope: Vieni al mio seno, o figlio...
ma oimè!... mi sento... dalla troppa... gioia...
mancare...
Egisto: Oh madre!... Ella or vien meno quasi,
per gli eccessivi affetti. Andiam; si tragga
a più tranquilla stanza. — In breve io riedo,
Messeni, a darvi di me conto intero. —
Tu, mio buon padre, sieguimi: deh! m’abbi
per figlio ognor, più che per re; ten prego.»

## Edizioni
- Vittorio Alfieri, Tragedie, Sansoni 1985.